# Grünberg (Wien)
Der Grünberg, auch als Grüner Berg bezeichnet, ist ein Hügel zwischen dem 13. Wiener Gemeindebezirk Hietzing und dem 12. Wiener Gemeindebezirk Meidling.

## Lage
Er wird heute durch die in Nord-Süd-Richtung verlaufende Grünbergstraße, eine verkehrsreiche, 5-spurige Ein- und Ausfallstraße im Wiener Südwesten, erschlossen, die das Wiental (B 1) über die Altmannsdorfer Straße mit der Südosttangente (A 23) bzw. der Süd Autobahn (A 2) verbindet.

## Name
Seinen Namen erhielt der Berg durch Josef Freiherr von Hagenmüller zu Grünberg, einem Gerichtsadvokaten. Dieser erbaute um 1790 auf dem Hügel mehrere Häuser, die unter dem Namen Grünbergsiedlung bekannt wurden.

## Objekte
An der Grünbergstraße befand sich früher der Meidlinger Prater „Tivoli“, bis heute aber die Villa XAIPE (O-Nr. 2) sowie im Tivolipark das Springer-Schlössl (östlich) bzw. das Schönbrunnerbad (westlich).